# Manželský patent
Manželský patent je kodifikací manželského práva, kterou vyhlásil dne 16. ledna 1783 císař Josef II. Publikován byl pod č. 117/1783 Sb. z. s.
Tímto patentem byly manželskoprávní spory vyňaty z jurisdikce církevních soudů a byly přikázány soudům světským. Patent vytváří státní manželské právo kombinací převzetí kanonickoprávních institucí rozšířených i na nekatolíky a právních pravidel osvícensky orientovaného absolutního zákonodárce zajišťujícího důsledky náboženské tolerance. Manželství kvalifikuje jako občanskou smlouvu, ale zachovává jeho uzavírání výlučně církevní formou.
Platnost manželského patentu ukončil Josefinský občanský zákoník z roku 1786, který však jeho ustanovení převzal.